# Syddjurs Provsti

Syddjurs Provsti er et provsti i Århus Stift.  Provstiet blev dannet ved ændringerne i forbindelse med strukturreformen 2007 af det tidligere  Ebeltoft-Rosenholm-Rønde Provsti (tidligere Ebeltoft Kommune, Rosenholm Kommune og Rønde Kommune) samt sognene i den tidligere Midtdjurs Kommune. 
Syddjurs Provsti består af 30 sogne med 35 kirker, fordelt på 12 pastorater.

## Pastorater
| Pastorater i Syddjurs Provsti        | Pastorater i Syddjurs Provsti               | Pastorater i Syddjurs Provsti           |
| ------------------------------------ | ------------------------------------------- | --------------------------------------- |
| Ådalens Pastorat                     | Ebeltoft-Dråby-Handrup Pastorat             | Hornslet Pastorat                       |
| Hvilsager-Lime Pastorat              | Knebel-Rolsø-Agri-Egens Pastorat            | Kolind-Ebdrup-Skarresø-Nødager Pastorat |
| Marie Magdalene-Koed Pastorat        | Mørke Pastorat                              | Nimtofte-Tøstrup Pastorat               |
| Thorsager-Bregnet-Feldballe Pastorat | Tirstrup-Fuglslev-Hyllested-Rosmus Pastorat | Tved-Helgenæs-Vistoft Pastorat          |

## Sogne
| Sogne i Syddjurs Provsti | Sogne i Syddjurs Provsti    | Sogne i Syddjurs Provsti    |
| ------------------------ | --------------------------- | --------------------------- |
| Agri Sogn                | Bregnet Sogn                | Ebeltoft-Dråby-Handrup Sogn |
| Egens Sogn               | Feldballe Sogn              | Fuglslev Sogn               |
| Halling Sogn             | Helgenæs Sogn               | Hornslet Sogn               |
| Hvilsager Sogn           | Hyllested Sogn              | Knebel Sogn                 |
| Koed Sogn                | Kolind-Ebdrup-Skarresø Sogn | Krogsbæk Sogn               |
| Lime Sogn                | Marie Magdalene Sogn        | Mygind Sogn                 |
| Mørke Sogn               | Nimtofte-Tøstrup Sogn       | Nødager Sogn                |
| Rolsø Sogn               | Rosmus Sogn                 | Skader Sogn                 |
| Skørring Sogn            | Søby Sogn                   | Thorsager Sogn              |
| Tirstrup Sogn            | Tved Sogn                   | Vistoft Sogn                |